# در مسیر تندباد
در مسیر تندباد فیلمی ایرانی به نویسندگی و کارگردانی مسعود جعفری جوزانی و تهیه‌کنندگی هارون یشایائی محصول سال ۱۳۶۷ است.

این فیلم در ۱۴ تیر ۱۳۶۸ در سینماهای ایران اکران شده‌است.

## خلاصه فیلم
در بحبوحهٔ جنگ جهانی دوم و اشغال ایران توسط ارتش متفقین دکتر راستان برای مداوای شوهر خواهر خود به ایل قشقایی می‌رود. در آن جا با امیر هوشنگ، از بزرگان ایل و یاغی‌گری‌های قباد و دسته اش آشنا می‌شود. او به شیراز بازمی‌گردد. برادر کوچکش، علی، سر کردهٔ اشرار شهر را از پا درآورده است. دکتر به اتفاق علی دوباره به محل ایل می‌رود و در آن جا افراد ایل را درگیر جنگی ناخواسته می‌بیند.

## بازیگران
- عزت‌الله انتظامی
- مجید مظفری
- میرصلاح حسینی
- احمدهاشمی
- عطاالله زاهد
- فردوس کاویانی
- اصغر همت
- حمید جبلی
- شهلا ریاحی
- فرزانه کابلی
- سرورنجات اللهی
- فریبا کوثری

## جشنواره‌ها
- برنده سیمرغ بلورین بهترین فیلم (هارون یشایائی) از هفتمین دوره جشنواره فیلم فجر - ۱۳۶۷
- برنده سیمرغ بلورین بهترین صداگذاری (اسحاق خانزادی) از هفتمین دوره جشنواره فیلم فجر - ۱۳۶۷
- کاندیدای بهترین بهترین کارگردانی (مسعود جعفری جوزانی) از هفتمین دوره جشنواره فیلم فجر - ۱۳۶۷
- کاندیدای بهترین فیلمنامه (مسعود جعفری جوزانی) از هفتمین دوره جشنواره فیلم فجر - ۱۳۶۷
- کاندیدای بهترین نقش دوم مرد (حسین پناهی) از هفتمین دوره جشنواره فیلم فجر - ۱۳۶۷
- کاندیدای بهترین نقش دوم مرد (فردوس کاویانی) از هفتمین دوره جشنواره فیلم فجر - ۱۳۶۷
- کاندیدای بهترین نقش دوم زن (فرزانه کابلی) از هفتمین دوره جشنواره فیلم فجر - ۱۳۶۷
- کاندیدای بهترین صحنه آرایی (محسن شاه‌ابراهیمی) از هفتمین دوره جشنواره فیلم فجر - ۱۳۶۷
- کاندیدای بهترین موسیقی متن (فریدون شهبازیان) از هفتمین دوره جشنواره فیلم فجر - ۱۳۶۷
- کاندیدای بهترین فیلمبرداری (تورج منصوری) از هفتمین دوره جشنواره فیلم فجر - ۱۳۶۷
- کاندیدای بهترین جلوه‌های ویژه (نادر میرکیانی) از هفتمین دوره جشنواره فیلم فجر - ۱۳۶۷